# Benátky (Štěpánov)
Benátky (Duits: Benatek) is een klein Moravisch dorp en basis-residentie-eenheid in de Tsjechische stad Štěpánov. Benátky telt 97 inwoners (2021). Benátky ligt in het stadsdeel en kadastrale gemeente Moravská Huzová. Door het dorp stroomt de beek Oskava.

## Aanliggende (kadastrale) gemeenten
| Aanliggende (kadastrale) gemeenten1 | Aanliggende (kadastrale) gemeenten1 | Aanliggende (kadastrale) gemeenten1 | Aanliggende (kadastrale) gemeenten1 | Aanliggende (kadastrale) gemeenten1 |
| ----------------------------------- | ----------------------------------- | ----------------------------------- | ----------------------------------- | ----------------------------------- |
| Liboš                               |                                     | Moravská Huzová                     |                                     |                                     |
|                                     |                                     |                                     |                                     |                                     |
| Štěpánov                            | Štarnov                             |                                     |                                     |                                     |
|                                     |                                     |                                     |                                     |                                     |
| Březce                              |                                     |                                     |                                     |                                     |

1 Cursief geschreven namen zijn andere kadastrale gemeenten binnen de stad Štěpánov.